# Тератогенез
Тератогене́з (від грец. téras, родовий відмінок від tératos — «чудовисько, потвора» і genésis — «генеза»)— формування аномалій і потворностей у рослин, тварин і людей в результаті порушень процесу ембріонального розвитку, обумовлених несприятливим впливом різних чинників.
Причиною є як неспадкові зміни — різні порушення ембріонального розвитку (злиття парних органів, відсутність або недорозвиненість органів, надлишковий або неправильний розвиток окремих органів тощо), так і спадкові зміни — мутації (наприклад, розщеплення верхньої губи і піднебіння, короткопалість, шестипалість, порушення розвитку статевої системи тощо).
Деякі потворності вдається відтворити в експерименті й тим самим наблизитися до розуміння закономірностей їх виникнення.
У 50-60-их роках минулого століття був поширений снодійно-седативний препарат талідомід, який виявилося має сильну тератогенну дію на дитину, під час прийому його матерями в період їхньої вагітності.
Вивчення тератогензу важливе для медицини, систематики, селекції.